# Wendlandia puberula
Wendlandia puberula är en måreväxtart som beskrevs av Dc.. Wendlandia puberula ingår i släktet Wendlandia och familjen måreväxter. Inga underarter finns listade i Catalogue of Life.